# Wahngedanke
Der Wahngedanke gehört zu den inhaltlichen Denkstörungen, womit abnorme Denkinhalte, bzw. dysfunktionale Denkmuster bezeichnet werden. Hierzu gehören überwertige Ideen, Wahngedanken und – im Grenzbereich zwischen Denken und Erleben – Zwangsgedanken. Allen gemeinsam ist, dass verzerrte oder irrige Vorstellungen das Denken beherrschen.
Wahngedanken sind gedankliche Beschäftigungen mit dem Wahn, die schließlich zu einem Wahnsystem ausgestaltet werden können.